# Druivenkoers 2005
La Druivenkoers 2005, quarantacinquesima edizione della corsa, valida come evento dell'UCI Europe Tour 2005 categoria 1.1, si svolse il 24 agosto 2005 su un percorso di 194 km. Fu vinta dal colombiano Leonardo Duque, che terminò la gara in 4h36'31" alla media di 42,09 km/h.
Al traguardo furono 78 i ciclisti che portarono a termine il percorso.

## Ordine d'arrivo (Top 10)
| Pos. | Corridore       | Squadra      | Tempo    |
| ---- | --------------- | ------------ | -------- |
| 1    | Leonardo Duque  | Jartazi      | 4h36'31" |
| 2    | Nick Nuyens     | Quick Step   | s.t.     |
| 3    | Piotr Wadecki   | Intel-Action | a 4"     |
| 4    | Cezary Zamana   | Intel-Action | s.t.     |
| 5    | Björn Glasner   | Lamonta      | s.t.     |
| 6    | Eddy Serri      | Barloworld   | a 6"     |
| 7    | Aart Vierhouten | Davitamon    | a 35"    |
| 8    | Holger Sievers  | Lamonta      | s.t.     |
| 9    | Igor Abakoumov  | Jartazi      | s.t.     |
| 10   | Asan Bazaev     | Capec        | s.t.     |